# ファビオ・アウヴェス・フェリックス
ファビーニョ (Fabinho) こと、ファビオ・アウヴェス・フェリックス（Fábio Alves Félix、1980年1月10日 - ）は、ブラジル・サンパウロ州サンベルナルド・ド・カンポ出身の元サッカー選手。ポジションはミッドフィールダー（ボランチ）。

## 経歴
。生まれつき両手の指が6本ある。
2005年シーズンはセレッソ大阪に在籍し、攻守両面で活躍して、優勝争いの原動力ともなった。最終節を首位で迎えたがチームは優勝できず、試合後には「勝ち負けはサッカーに付きものだが、コメントしにくいくらい辛いモノがある。」と悔しさをにじませ涙を流した。。12月24日の天皇杯準々決勝ガンバ大阪戦ではミドルシュートで得点し3-1の勝利に貢献、またこれがセレッソでの最後の得点となった。
現役引退後に「日本では問題が山積みで帰りたかった。同僚は僕が求める事を何も理解しない。1人暮らしで体重が激減し人生で初めて膝を怪我した。でも最高の通訳ガンジー（白沢敬典)とクラブが助けてくれた。あの最終節は泣いた。セレッソには強い愛情がある。スタッフとしてタイトルをもたらすかもね」と振り返っている。
前年大きな活躍を見せたにもかかわらず、2006年はタイトル獲得に執着していたセレッソの契約内容が前年と変わらなかった事、一人暮らしに適応できず本人の希望でブラジルに帰国、サントスFCのオファーを受けてサントスでプレーした。
2006-07シーズンからはフランスのトゥールーズFCに移籍、欧州初挑戦ながら優勝争いを繰り広げチームの上位進出に貢献、当時のトゥールーズは強豪クラブとなった。2007-08シーズンも活躍していたが、シーズンの途中で離脱、その後チームは史上初の欧州チャンピオンズリーグ出場権を獲得。
2007-08シーズンの途中で再びブラジルに戻り、全国選手権2部に降格した古巣SCコリンチャンス・パウリスタに所属していたが、2009年5月にクルゼイロECに移籍した。
2011年より横浜FCに所属。6年ぶりのJリーグでのプレーとなったが、6月23日に家族の都合で帰国し、そのまま再来日せず7月20日にECバイーアへ移籍した。その後、2013年にADサンカエターノに移籍。

## 個人成績
| 国内大会個人成績 | 国内大会個人成績 | 国内大会個人成績 | 国内大会個人成績 | 国内大会個人成績 | 国内大会個人成績 | 国内大会個人成績 | 国内大会個人成績 | 国内大会個人成績 | 国内大会個人成績 | 国内大会個人成績 | 国内大会個人成績 |
| 年度             | クラブ           | 背番号           | リーグ           | リーグ戦         | リーグ戦         | リーグ杯         | リーグ杯         | オープン杯       | オープン杯       | 期間通算         | 期間通算         |
| 年度             | クラブ           | 背番号           | リーグ           | 出場             | 得点             | 出場             | 得点             | 出場             | 得点             | 出場             | 得点             |
| ブラジル         | ブラジル         | ブラジル         | ブラジル         | リーグ戦         | リーグ戦         | ブラジル杯       | ブラジル杯       | オープン杯       | オープン杯       | 期間通算         | 期間通算         |
| ---------------- | ---------------- | ---------------- | ---------------- | ---------------- | ---------------- | ---------------- | ---------------- | ---------------- | ---------------- | ---------------- | ---------------- |
| 1999             | サンカエターノ   |                  |                  |                  |                  |                  |                  |                  |                  |                  |                  |
| 2000             | サンカエターノ   |                  |                  |                  |                  |                  |                  |                  |                  |                  |                  |
| 2001             | サンカエターノ   |                  |                  |                  |                  |                  |                  |                  |                  |                  |                  |
| 2001             | コリンチャンス   |                  |                  | 21               | 1                |                  |                  |                  |                  |                  |                  |
| 2002             | コリンチャンス   |                  |                  | 22               | 1                |                  |                  |                  |                  |                  |                  |
| 2003             | コリンチャンス   |                  |                  | 37               | 4                |                  |                  |                  |                  |                  |                  |
| 2004             | コリンチャンス   |                  |                  | 37               | 6                |                  |                  |                  |                  |                  |                  |
| 日本             | 日本             | 日本             | 日本             | リーグ戦         | リーグ戦         | リーグ杯         | リーグ杯         | 天皇杯           | 天皇杯           | 期間通算         | 期間通算         |
| 2005             | C大阪            | 5                | J1               | 23               | 7                | 6                | 0                | -                | -                | 29               | 7                |
| ブラジル         | ブラジル         | ブラジル         | ブラジル         | リーグ戦         | リーグ戦         | ブラジル杯       | ブラジル杯       | オープン杯       | オープン杯       | 期間通算         | 期間通算         |
| 2006             | サントス         |                  |                  | 5                | 0                |                  |                  |                  |                  |                  |                  |
| フランス         | フランス         | フランス         | フランス         | リーグ戦         | リーグ戦         | F・リーグ杯      | F・リーグ杯      | フランス杯       | フランス杯       | 期間通算         | 期間通算         |
| 2006-07          | トゥールーズ     | 6                | リーグ・アン     | 30               | 4                |                  |                  |                  |                  |                  |                  |
| 2007-08          | トゥールーズ     | 17               | リーグ・アン     | 10               | 1                |                  |                  |                  |                  |                  |                  |
| ブラジル         | ブラジル         | ブラジル         | ブラジル         | リーグ戦         | リーグ戦         | ブラジル杯       | ブラジル杯       | オープン杯       | オープン杯       | 期間通算         | 期間通算         |
| 2008             | コリンチャンス   | 32               | セリエB          |                  |                  |                  |                  |                  |                  |                  |                  |
| 日本             | 日本             | 日本             | 日本             | リーグ戦         | リーグ戦         | リーグ杯         | リーグ杯         | 天皇杯           | 天皇杯           | 期間通算         | 期間通算         |
| 2011             | 横浜FC           | 8                | J2               | 4                | 1                | -                | -                | -                | -                | 4                | 1                |
| ブラジル         | ブラジル         | ブラジル         | ブラジル         | リーグ戦         | リーグ戦         | ブラジル杯       | ブラジル杯       | オープン杯       | オープン杯       | 期間通算         | 期間通算         |
| 2011             | バイーア         |                  |                  |                  |                  |                  |                  |                  |                  |                  |                  |
| 通算             | ブラジル         | ブラジル         |                  |                  |                  |                  |                  |                  |                  |                  |                  |
| 通算             | 日本             | 日本             | J1               | 23               | 7                | 6                | 0                | -                | -                | 29               | 7                |
| 通算             | 日本             | 日本             | J2               | 4                | 1                | -                | -                | -                | -                | 4                | 1                |
| 通算             | フランス         | フランス         | リーグ・アン     | 40               | 5                |                  |                  |                  |                  |                  |                  |
| 総通算           | 総通算           | 総通算           | 総通算           | 67               | 13               |                  |                  |                  |                  |                  |                  |